# (1213) Algeria
(1213) Algeria es un asteroide que forma parte del cinturón de asteroides y fue descubierto el 5 de diciembre de 1931 por Guy Reiss desde el observatorio de Argel-Bouzaréah, Argelia.

## Designación y nombre
Algeria fue designado inicialmente como 1931 XD.
Más tarde, se nombró así por Argelia, un país del norte de África.

## Características orbitales
Algeria está situado a una distancia media del Sol de 3,136 ua, pudiendo alejarse hasta 3,536 ua. Tiene una excentricidad de 0,1276 y una inclinación orbital de 13,08°. Emplea en completar una órbita alrededor del Sol 2028 días.